# Claudius Claudianus
Claudius Claudianus (asi 369, Alexandrie – po 404 a před 408, Řím) byl římský básník.
Původem byl alexandrijský Řek, získal literární a gramatické vzdělání. Roku 395 (podle některé literatury až 396) přišel do Říma, kde působil jako dvorní básník císaře Honoria. Dvorním básníkem se stal přednesem velmi servilní panegyrické básně.
Básník měl negativní vztah k černochům a rasovému míšení. Napsal, že nesmí dojít k sjednocení s africkými barbary a barevný bastard pošpiní kolébku.

## Dílo
- Seznam děl v Souborném katalogu ČR, jejichž autorem nebo tématem je Claudius Claudianus

Zachoval se značný počet epigramů, básní, idyl, pamfletů atp. Tento autor byl velmi uznáván ve středověku. Jeho silnou stránkou byly krátké lyrické básně. Bývá považován za posledního básníka klasické římské mytologie. Jeho dílo je spjato s politikou Stilichona.
- De raptu Proserpinae, epos o třech knihách jednající o únosu Proserpiny.
- Gigantomachia, epická báseň, zachovalo se pouze 129 veršů.
- De bello Gildonico

Dále se zachovaly dvě svatební písně De nuptiis palladii et Celerinae a De nuptiis Honor et Mariae.